# Robert Andersson (water-polo)
Pour les articles homonymes, voir Robert Andersson et Andersson.
Robert Theodore Andersson, né le 18 octobre 1886 à Stockholm et mort le 2 mars 1972 dans la même ville, est un joueur de water-polo, plongeur et nageur suédois.

## Carrière
Au niveau national, Robert Andersson est sacré 23 fois champion de Suède de natation et 17 fois champion de Suède de water-polo avec le Stockholms KK.
Robert Andersson dispute les Jeux olympiques intercalaires de 1906 à Athènes, terminant septième en plongeon en haut-vol et neuvième du 100 mètres nage libre.
Aux Jeux olympiques de 1908 à Londres, il est médaillé de bronze avec l'équipe de Suède masculine de water-polo, termine quatrième de l'épreuve de plongeon en haut-vol et est éliminé en séries des 100 et 400 mètres nage libre.
Aux Jeux olympiques de 1912 à Stockholm, il est médaillé d'argent en water-polo et est éliminé en qualifications en plongeon en haut-vol et sur 100 mètres nage libre.
Il est médaillé de bronze en water-polo et quatrième du relais 4 × 200 mètres nage libre aux Jeux olympiques de 1920 à Anvers.